# Ostrava-Leoš Janáčeks flygplats
Ostrava-Leoš Janáčeks flygplats (tjeckiska: Letiště Leoše Janáčka Ostrava) är en flygplats i Tjeckien. Den ligger i den östra delen av landet, 270 km öster om huvudstaden Prag. Ostrava-Leoš Janáčeks flygplats ligger 257 meter över havet.